# Oudtshoorn

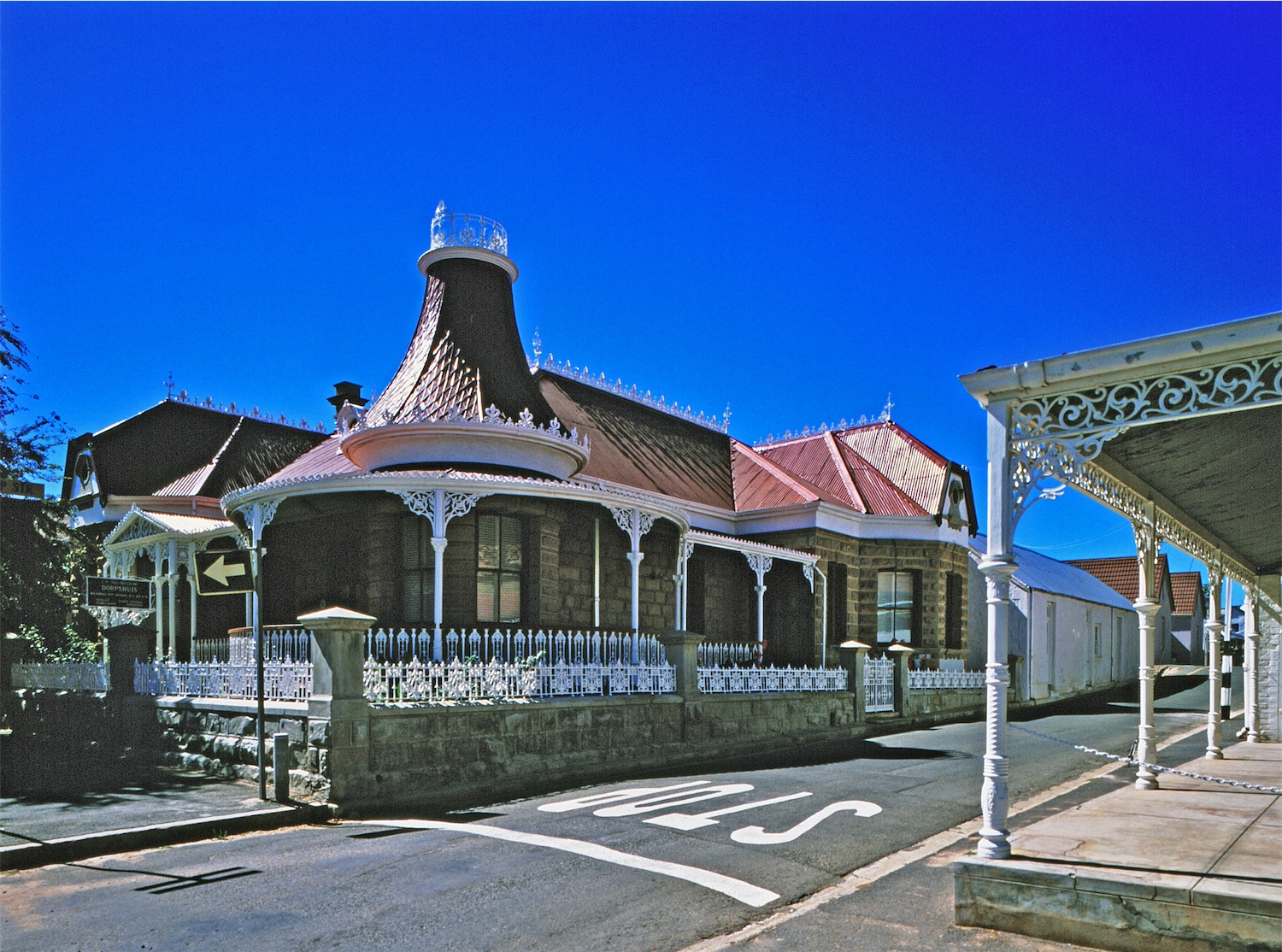
Das „Le Roux House“ in Oudtshoorn

Oudtshoorn in der Lokalgemeinde Oudtshoorn, im Distrikt Garden Route der südafrikanischen Provinz Westkap, ist die bedeutendste Stadt der Kleinen Karoo.
Den Namen erhielt der Ort nach dem 1772 ernannten Gouverneur der Kapkolonie Pieter van Rheede van Oudtshoorn, der jedoch auf dem Weg nach Kapstadt 1773 verstarb.

## Geographie
Die Stadt liegt zwischen den Swartbergen im Norden und den Outeniqua-Bergen im Süden am Gobbelaars River. Sie ist das Zentrum der südafrikanischen Straußenindustrie, die Anfang des 20. Jahrhunderts ihre Glanzzeit hatte. Von dieser legen noch einige „Federpaläste“ in Edwardianischer Architektur der „Straußenbarone“ Zeugnis ab. Oudtshoorn ist außerdem Sitz der römisch-katholischen Diözese Oudtshoorn.
Im Jahre 2011 hatte Oudtshoorn 61.507 Einwohner.

## Sehenswürdigkeiten
Zu den Sehenswürdigkeiten gehören neben den ehemaligen „Federpalästen“ das C. P. Nel Museum im Stadtzentrum sowie einige Straußenfarmen außerhalb der Stadt.
Weitere innerstädtische Sehenswürdigkeiten sind:
- ArtKaroo Art Gallery
- Mooi Art Gallery
- Le Roux Townhouse
- St Jude’s Anglican Church
- Oudtshoorn Synagogue

Etwa 29 Kilometer entfernt befindet sich das Höhlensystem der Cango Caves und weiter auf dem Weg nach Prince Albert der unbefestigte Swartbergpass durch die bis 2150 Meter hohen Swartberge.

## Öffentliche Einrichtungen
Im Ort existiert eine Ausbildungsstätte des südafrikanischen Heeres, die South African National Defence Force Infantry School. Ferner gibt es hier ein regionales Krankenhaus sowie mehrere Grund- und weiterführende Schulen.

## Verkehr
Oudtshoorn liegt an der Nationalstraße N12, die durch den Ort verläuft. Zwei Regionalstraßen führen zur Stadt, die R62 aus Richtung Westen und die R328 in Nord-Süd-Richtung. Die Stadt besitzt einen Eisenbahnanschluss sowie den Flugplatz Aerodome Oudtshoorn.

## Persönlichkeiten
- Johannes Coleman (1910–1997), Marathonläufer, geboren in Oudtshoorn
- Etienne Leroux (1922–1989), Schriftsteller, geboren in Oudtshoorn
- Sid O’Linn (1927–2016), Cricketspieler